# اوبرتسیسن
اوبرتسیسن (به آلمانی: Oberzissen) یک شهر در آلمان است که در اهرویلر واقع شده‌است. اوبرتسیسن ۱٬۰۹۰ نفر جمعیت دارد.